# Polisportiva S.S. Lazio Rugby 1927 2015-2016

## Eccellenza 2015-16

### Stagione regolare
| Incontro           | Andata | Ritorno |
| ------------------ | ------ | ------- |
| Lazio — Fiamme Oro | 19-17  | 10-13   |
| Rovigo — Lazio     | 46-14  | 50-7    |
| Lazio — Lyons      | 20-16  | 22-16   |
| Mogliano — Lazio   | 40-5   | 27-13   |
| Lazio — Calvisano  | 11-14  | 7-40    |
| San Donà — Lazio   | 18-28  | 29-27   |
| Petrarca — Lazio   | 34-15  | 30-13   |
| Lazio — L’Aquila   | 35-9   | 7-27    |
| Viadana — Lazio    | 18-9   | 40-10   |

#### Risultati della stagione regolare
| Posizione | G  | V | N | P  | PF  | PS  | DP   | B | Pt |
| --------- | -- | - | - | -- | --- | --- | ---- | - | -- |
| 8ª        | 18 | 5 | 0 | 13 | 272 | 485 | -213 | 5 | 25 |

## Trofeo Eccellenza 2015-16

### Prima fase

#### Girone B
| Incontro         | Andata | Ritorno |
| ---------------- | ------ | ------- |
| L’Aquila — Lazio | 19-23  | 15-24   |
| Lazio — Petrarca | 0-15   | 7-68    |

#### Risultati del girone B
| Posizione | G | V | N | P | PF | PS  | DP  | B | Pt |
| --------- | - | - | - | - | -- | --- | --- | - | -- |
| 2ª        | 4 | 2 | 0 | 2 | 54 | 117 | -63 | 1 | 9  |